# Ігнацувка-Грабновольська
Ігнацувка-Грабновольська (пол. Ignacówka Grabnowolska) — село в Польщі, у гміні Гловачув Козеницького повіту Мазовецького воєводства.
Населення — 68 осіб (2011).
У 1975-1998 роках село належало до Радомського воєводства.

## Демографія
Демографічна структура станом на 31 березня 2011 року:
|          | Загалом | Допрацездатний вік | Працездатний вік | Постпрацездатний вік |
| -------- | ------- | ------------------ | ---------------- | -------------------- |
| Чоловіки | 29      | 11                 | 15               | 3                    |
| Жінки    | 39      | 15                 | 18               | 6                    |
| Разом    | 68      | 26                 | 33               | 9                    |